# Mafonso
Alfonso Marino, bardziej znany pod swym ps. artystycznym Mafonso (ur. 12 listopada 1948 w Frattaminore, Włochy, zm. 6 listopada 2019 w Caserta) — współczesny włoski malarz i rzeźbiarz.
W końcu lat '70 XX wieku był jednym z założycieli grupy artystycznej Cosa Mentale, która prezentowała swe prace w galerii AAM (wł. Architettura Arte Moderna) w Rzymie, pod kuratelą historyka sztuki Maurizio Fagiolo Dell'Arco.

## Ważniejsze wystawy
- 1986: Un Panorama di Tendenze (Zamek Świętego Anioła, w pobliżu Watykanu)[4]
- 1986: Mafonso : Racconti Simbad Lune[5] Galleria d'Arte Moderna Paternò, Galleria Artual Barcelona
- 2001: Pałac Królewski w Casercie (wł. Reggia di Caserta lub Palazzo Reale di Caserta) Plus Ultra[6][7][8]
- 2005: Muzeum MAGI 900, Collezioni Permanenti (wł. wystawy stałe), Bolonia[9]
- 2011: Biennale di Venezia 54, Lo Stato dell'Arte Regioni D'Italia-Campania, Wenecja[10]
- Palazzo Fava I 1000 di 13 x 17, quelli che vollero salvare la Biennale di Venezia nel 2005[1], Philippe Daverio, Jean Blanchaert, Bolonia

## Prace wystawiane muzeach
Jego prace wystawiane są m.in. w Muzeum Sztuki XIX i XX wieku w Rende, w Galerii Sztuki Współczesnej w Paterno, w Muzeum d'Arte delle Generazioni Italiane del '900 w Pieve di Cento i Pinacoteca metropolitana w Bari.